# Solenangis
Solenangis – rodzaj roślin z rodziny storczykowatych (Orchidaceae). Są to epifity występujące w Afryce i na przyległych wyspach w takich krajach i regionach jak: Republika Środkowoafrykańska, Gwinea Równikowa, Kongo, Demokratyczna Republika Konga, Kamerun, Gabon, Ghana, wyspy Zatoki Gwinejskiej, Wybrzeże Kości Słoniowej, Kenia, Liberia, Malawi, Mozambik, Nigeria, Rwanda, Sierra Leone, Somalia, Tanzania, Zimbabwe.

## Morfologia
PokrójWieloletnie rośliny zielne z długimi, często pnącymi łodygami rozgałęziającymi się monopodialnie, czasem bezlistne. Korzenie wyrastające wzdłuż całej łodygi, są zielonkawe lub szarawe, wydłużone, nierozgałęzione lub rozgałęzione.
LiścieJeśli obecne, są mięsiste lub skórzaste.
KwiatyKwiatostany jedno- lub wielokwiatowe, rozłożyste. Kwiaty drobne do średnich, głównie białe. Listki obu okółków okwiatu podobne do siebie. Warżka całobrzega lub trójklapowa, z ostrogą krótką lub długą. Prętosłup krótki. Dwie jajowate i woskowe pyłkowiny.

## Systematyka
Rodzaj sklasyfikowany do podplemienia Angraecinae w plemieniu Vandeae, podrodzina epidendronowe (Epidendroideae), rodzina storczykowate (Orchidaceae).
Wykaz gatunków
- Solenangis clavata (Rolfe) Schltr.
- Solenangis conica (Schltr.) L.Jonss.
- Solenangis scandens (Schltr.) Schltr.
- Solenangis wakefieldii (Rolfe) P.J.Cribb & J.Stewart